# Schwämme
Die Schwämme (Porifera, lateinisch porus ‚Pore‘ und ferre ‚tragen‘) bilden einen der frühesten Tierstämme der vielzelligen Tiere (Metazoa). Sie leben die meiste Zeit ihres Lebens sessil, meist verankert auf harten Oberflächen, welche sie teils auch wie ein Überzug umwachsen können. Ihre Struktur ist durch Kollagen und teils mineralische Einlagerungen von Kalk und Silica stabilisiert. Der überwiegende Teil der Schwämme ernährt sich durch Filtration. Im Ökosystem der Korallenriffe leben sie oft in Symbiose mit Nesseltieren. Ihre Größe reicht von zwei Millimetern bis zu zwei Meter. Schwämme sind in der Lage, Licht, mechanische Reize, Wasserströmungen und Sedimentablagerungen wahrzunehmen und aktiv darauf zu reagieren. Obwohl weder spezialisierte Nervenzellen noch Sinneszellen oder echte Muskelzellen vorzukommen scheinen, können Schwämme zahlreiche Funktionen dieser Zelltypen auf ähnliche Art und Weise wie bei den höheren Vielzellern ausführen.
Anfang 2025 unterschied die Datenbank des World Register of Marine Species insgesamt 9.075 unterschiedliche Porifera-Arten.
Dabei kommen immer noch zahlreiche neue Arten hinzu; 2012 waren lediglich 8.300 unterschiedliche Schwämmspezies bekannt.
Bedeutende fossile Schwämme sind die Stromatoporen, die im Paläozoikum (Erdaltertum), hier besonders im Devon, und Mesozoikum (Erdmittelalter) wichtige Riffbildner waren. Diejenige Richtung der speziellen Zoologie, die sich der Erforschung der Schwämme widmet, wird als Spongiologie bezeichnet.

## Aufbau
Obwohl Schwämme aus verschiedenen spezialisierten Zellen aufgebaut sind, besitzen sie keine Muskel-, Nerven- und Sinneszellen. Der Schwammkörper kann in die folgenden drei Grundtypen von Zellen gegliedert werden:

### Pinacocyten
Die Pinacocyten bilden die plattenförmige Deckschicht (Pinacoderm) der Schwämme aus. In der Deckschicht liegen die Ostien, kleine Poren, die der Wasseraufnahme dienen und das Wasser über ein Kanalsystem in den zentralen Hohlraum (Gastralraum, auch Spongocoel) führen.

### Choanocyten
Bei den Choanozyten handelt es sich um Kragengeißelzellen, die durch das Schlagen einer Geißel einen Wasserstrom erzeugen, aus dem sie vor allem über den Mikrovilli-Kragen kleine Nahrungspartikel filtrieren. Kragengeißelzellen verdauen die Nahrung und geben Teile davon an andere Zellen weiter. Wenn diese gefüllt sind, wandeln sie sich in einfache Nährzellen um, dringen in die Mittelschicht und versorgen dort die anderen Zellen. Sie sitzen um innere Hohlräume (Geißelkammern) herum.

### Amöbozyten
Amöbozyten (Amöboidzellen) sind Zellen, die bei den Schwämmen (Porifera) mit ihren beweglichen Scheinfüßchen (amöboid) im Körper herumwandern und z. B. die Nährstoffe verteilen, die sie von den Choanocyten erhalten oder in deren Nähe durch Phagozytose aufnehmen. Auch nehmen sie Botenstoffe auf, geben sie ab und erbringen damit Funktionen, die denen eines primitiven Nervensystems vergleichbar sind. Sie wurden deshalb auch als neuroide Zellen bezeichnet. Die Fortsätze dieser Zellen haben Kontakt zu stabförmigen Auswüchsen der Kragengeißelzellen. Sie enthalten zahlreiche sekretorische Vesikel mit Botenstoffen. Die Vesikel werden vom Golgi-Apparat der neuroiden Zellen gebildet.
Die Amöboidzellen können unterschiedlich differenziert sein. Man findet:
- Amöbocyten, bei denen es sich um Verdauungs- und Nahrungsverteilungszellen handelt,
- Archaeocyten, aus denen alle anderen Zellen hervorgehen,
- Skleroblasten, skelettbildende Zellen, und
- Geschlechtszellen.

Die Amöboidzellen sind in ein kolloidales Gel, eine zellfreie Grundsubstanz, eingelagert. Im Gel bilden die Skleroblasten Skelettelemente, die Schwammnadeln aus.
Die Amöboidzellen, das kolloidale Gel, die Skelettelemente und die Pinacocyten wird als Dermallager (Derma = Haut) zusammengefasst. Die Gesamtheit der Choanocyten bezeichnet man als Gastrallager (gaster, d. h. ‚Magen‘).

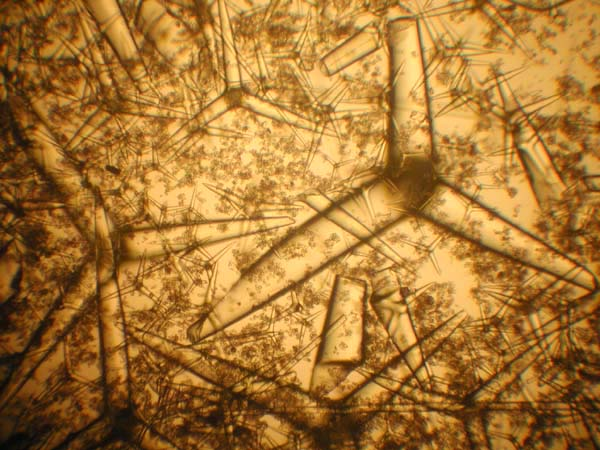
Spicula eines Pachastrelliden

### Skelettelemente
Das Skelett besteht aus Skleriten (auch Skleren als Mikro- oder Megaskleren genannt), sogenannten Spicula (lat. sing. spiculum; Pfeil, Nadel), die ein Produkt der Sklerocyten sind und entweder aus Calcit, einer Form von Calciumcarbonat (Kalkschwämme), oder Kieselsäure (Kieselschwämme) bestehen. Die Gestalt der Spicula ist für die Systematik rezenter und fossiler Schwämme von Bedeutung.
Bei den Hornkieselschwämmen (Demospongiae) spielt auch Spongin eine wichtige Rolle.
Skelettreste des Kieselschwammes sind teilweise in den sogenannten Klappersteinen enthalten.

### Einteilung in drei Typen

Baupläne der Schwämme:
A. Ascon, B. Sycon, C. Leucon
1) Suboscularraum 2) Oscula
3) Radialtuben 4) Geißelkammern
5) 6) Poren

Je nach Ausbildung des Gastralraumes können drei Bautypen unterschieden werden:
Ascon-TypSchlauchförmiger, dünnwandiger Körper mit zentralem Hohlraum mit undifferenzierter Wandung und nur einer zentralen Ausströmöffnung (Osculum). Dieser Typ ist immer sehr klein, da das Verhältnis von Körperoberfläche zu Mesohyl sehr ungünstig ist (maximal 2 mm groß). Außen liegt das Epithel, innen befinden sich die Kragengeißelzellen.
Sycon-TypUm einen großen Hohlraum herum wird Choanoderm durch Radialtuben (in diesen befinden sich die Choanocyten) in das Mesohyl eingelagert, wodurch eine Oberflächenvergrößerung erreicht wird. Schwämme dieses Typs erreichen Größen von ein paar Zentimetern. Dickwandiger Körper, ausgekleidet mit Kragengeißelzellen.
Leucon-TypDer differenzierteste Bautyp, dessen Mesohyl von Geißelkammern durchsetzt (verzweigtes Kanalsystem mit kugelförmigen Kammern) und stark verdickt ist. Dadurch wird eine optimale Oberflächenvergrößerung realisiert. Diesen Typ weisen alle großen Schwämme auf. Der Körper ist sehr dickwandig.

## Lebensweise

### Physiologie
Trotz ihres einfachen zellulären Aufbaus ist die Physiologie der Schwämme komplexer als lange Zeit angenommen. Schwämme sind in der Lage, Licht, mechanische Reize, Wasserströmungen und Sedimentablagerungen wahrzunehmen und aktiv darauf zu reagieren. Nicht nur ihre Larven, sondern auch Adulti einiger Arten sind zu (wenn auch langsamer) aktiver Fortbewegung in der Lage. Bei zahlreichen Arten wurde die Fähigkeit zu wellenartiger Kontraktion und anschließender Wiederausdehnung beobachtet, was vermutlich den Wasseraustausch im inneren Hohlraumsystem effizienter gestaltet. Die Bewegungen von Schwämmen gehen auf organisierte Bündel von Aktinfilamenten in bestimmten Pinacozyten zurück. Signalweiterleitung im Gewebe erfolgt sowohl chemisch als auch durch elektrische Aktionspotenziale (bisher nur bei einer Art sicher nachgewiesen). Bei Schwämmen sind zahlreiche Moleküle nachgewiesen, die bei den Eumetazoa als Neurotransmitter dienen, wie Adrenalin, Noradrenalin und Serotonin. Obwohl also weder spezialisierte Nervenzellen noch Sinneszellen oder echte Muskelzellen vorzukommen scheinen, können Schwämme zahlreiche Funktionen dieser Zelltypen auf ähnliche Art und Weise wie bei den höheren Vielzellern ausführen.

### Ernährung
Archaeocyten, Amöbocyten, Choanocyten und auch Pinacocyten nehmen die im Wasser enthaltenen Nahrungspartikel durch Phagozytose auf.
Sie ernähren sich als sogenannte Filtrierer durch Einstrudeln von Wasser, aus dem sie Nahrungspartikel herausfiltern. Die Kragengeißelzellen erzeugen durch das Schlagen der Geißeln im inneren Hohlraum einen Wasserstrom (wo die Nährstoffe aufgenommen werden). Das Wasser tritt durch die kleinen Einstromöffnungen, Ostia, ein und gelangt durch Kanäle in den inneren Hohlraum Gastralraum. Durch eine an der Oberseite der Tiere gelegene Pore, das Osculum, tritt das Wasser wieder aus.
Für Asbestopluma hypogea (Cladorhizidae) wurde eine karnivore Ernährung beschrieben. Der nährstoffarme Tiefseehöhlen bewohnende Schwamm hat sein Choanocyten-System verloren und fängt kleine Krebstiere mit Filamenten, die mit hakenähnlichen Spicula besetzt sind. Die Beute wird dann von Amöbocyten verdaut.
Bisher waren 3 Arten vor Australien als fleischfressend bekannt. Vor der Ostküste Australiens wurden 2017 bei einer Tiefseeexpedition von Forschern des Queensland Museums mit Wissenschaftlern der Ludwig-Maximilians-Universität München überwiegend in einer Tiefe von 2000 bis 4000 m 17 weitere neue fleischfressende Schwammarten entdeckt und im Mai 2020 in Zootaxa beschrieben.

### Fortpflanzung und Entwicklung
Schwämme sind getrenntgeschlechtlich oder Zwitter, die sich geschlechtlich oder ungeschlechtlich vermehren können. Spermien entstehen in der Regel aus Choanocyten und Eizellen aus großen Archaeocyten. Bei der asexuellen Vermehrung kommt es zu einer Abschnürung von Zellverbänden an der Körperoberfläche, man spricht hier von Knospung, oder einem Verbleib der Zellverbände und somit einer Koloniebildung. Bei der sexuellen Vermehrung gibt es keine Geschlechtsorgane im eigentlichen Sinne. Die Spermien werden, nachdem sie ins Wasser abgesetzt wurden, von benachbarten Schwämmen in die Kragengeißelkammern eingestrudelt, von wo aus sie in das Mesohyl zu einer Eizelle transportiert werden. Aus der Eizelle entwickelt sich eine Larve, wobei verschiedene Larven-Typen vorkommen.
Die Larve der Kalkschwämme und der Homoscleromorpha (einer Unterklasse der Hornkieselschwämme) ist beispielsweise eine freischwimmende Blastula, die sich mit der Urmundregion festheftet und gastruliert.
Ist die Larve in einen vorderen, begeißelten Teil (späteres Entoderm) und einen unbegeißelten Teil (späteres Ektoderm) differenziert, spricht man von einer Parenchymula-Larve. Diese ähnelt der Planula der Nesseltiere (Cnidaria), unterscheidet sich jedoch von dieser dadurch, dass sie sich mit dem oralen Pol festsetzt und das Innengewebe im Gegensatz zur Planula die Außenschicht bildet.
Schwämme können ein sehr hohes Alter erreichen, beispielsweise ist der älteste bekannte noch lebende Schwamm der Art Anoxycalyx joubini mindestens 10.000 Jahre alt und zählt somit zu den ältesten Lebewesen unseres Planeten. Er lebt im Südpolarmeer und wurde dort mehrmals von Wissenschaftlern untersucht, die sein Alter anhand seines – sehr geringen – Sauerstoffverbrauchs ermittelt haben: Je weniger Sauerstoff ein Tier in Bezug auf seine Körpergröße benötigt, desto geringer sein Wachstum und umso älter ist es.

### Dauerstadien
Viele limnische Schwämme haben die Fähigkeit, Überdauerungsstadien, sogenannte Gemmulae (Gemmula = kleine Knospe, auch Hibernakel), zu bilden. Diese bestehen aus dikaryonten (zweikernigen) Archaeocyten, welche von einer Schicht aus Spongin und besonderen Nadeln (Spicula) umhüllt werden. Es kommt aber auch im einfachsten Fall zur Bildung von Restkörpern (Reduktien). Auslöser für die Entwicklung dieser Dauerstadien sind schlechte Umweltbedingungen, wie zum Beispiel Nährstoffmangel, oder auch im Besonderen bei Süßwasserschwämmen der Wechsel der Jahreszeiten.

## Ökologische Bedeutung
Mittlerweile wurde nachgewiesen, dass Schwämme dazu in der Lage sind, die im Wasser gelösten Stoffwechselprodukte von Korallen aufzunehmen und diese so zu verwerten, dass sie anderen Lebewesen über die sogenannte Schwammschleife zur Verfügung gestellt werden. Diese wichtige Funktion in Ökosystemen funktioniert sowohl in tropischen Riffen als auch in Kaltwasserriffen und in der Tiefsee.

## Systematik
Der Stamm Porifera, der mehr als 9.000 Spezies umfasst, wird in vier Klassen unterteilt:
Klasse Calcarea (Kalkschwämme) mit 796 Arten, die sich in 83 Gattungen und 23 Familien aufteilen (Stand: September 2023). Spicula mit 1, 3 oder 4 Strahlen aus Kalk (Calciumcarbonat), das in Form von Calcit auskristallisiert ist. Calcarea leben bevorzugt in flachen, eher warmen Küstengewässern.
Klasse Hexactinellida (Glasschwämme) mit 662 Arten, in 129 Gattungen und 19 Familien (Stand: September 2023). Drei- oder Sechsstrahlige Spicula oder davon ableitbare Nadelformen, die aus amorphem wasserhaltigem Siliziumdioxid (Kieselsäure) aufgebaut sind. Hexactinellida leben im Allgemeinen in größeren Tiefen, zwischen 450 und 900 m.
Klasse Demospongiae (Hornkieselschwämme) mit 7.491 Arten, in 481 Gattungen und 96 Familien (Stand: September 2023). Die Spicula aus amorphem wasserhaltigen Siliziumdioxid sind Monoaxone oder Tetraexone, die durch ein Netz von Sponginfasern teilweise oder komplett ersetzt werden können. Die Demospongiae sind die größte und am weitesten verbreitete Gruppe der Porifera. Sie kommen in allen Tiefen vor. Alle kommerziell genutzten Schwämme sind Demospongiae.
Klasse Homoscleromorpha mit 126 Arten, in 9 Gattungen and 2 Familien (Stand: September 2023). Die Klasse Homoscleromorpha wurde von Fachleuten früher als Unterklasse der Demospongiae betrachtet. Mittlerweile gilt sie aufgrund molekularer Daten als klar von diesen abgegrenzt. Sie wird auch als Schwestertaxon zu den Calcarea angesehen.
1970 wurde für eine Gruppe von Schwämmen die Klasse der Sclerospongiae eingerichtet, die aber ab den 90er Jahren meist wieder aufgegeben wurde. Sclerospongiae zeichnen sich durch ein massives Skelett aus Calciumcarbonat (Aragonit oder Calcit) aus, das nur von einer dünnen Schicht lebenden Gewebes überzogen ist, das Spicula aus Kieselsäure oder auch Sponginfasern enthalten kann. Die Arten der Sclerospongiae wurden den Demospongiae und Calcarea zugeordnet.

## Wirtschaftliche Bedeutung

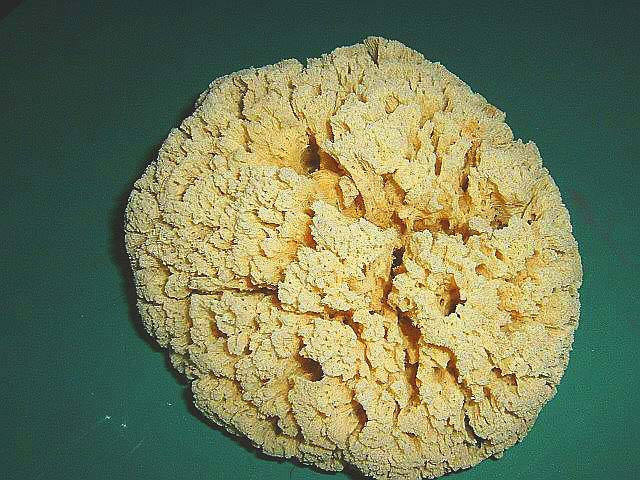
Badeschwamm

Die Skelette der Gruppe der Hornschwämme (Dictyoceratida) sind frei von Spicula (Nadeln) und bestehen aus einem Geflecht flexibler Sponginfasern. Durch einen Prozess, den man als Mazeration bezeichnet, wird das Zellmaterial aufgelöst und ausgespült. Das so gewonnene Sponginskelett eignet sich durch seine Saugfähigkeit sehr gut als Gebrauchsschwamm (Badeschwamm). Der künstlich hergestellte Reinigungsschwamm leitet seine Bezeichnung auf Grund seiner Eigenschaften und seiner Struktur von den Schwämmen ab.
Das Schwammtauchen war ein altes und verbreitetes Gewerbe, bis es durch die industrielle Fertigung künstlicher Schwämme unrentabel wurde.
Des Weiteren werden Schwämme heutzutage in Aquakulturen gezüchtet, um verschiedene chemische Substanzen aus ihnen zu gewinnen, die vor allem auch in der Medizin Anwendung finden.
Es gibt mittlerweile jedoch auch Schwammfarmen, deren ökologisch erzeugte Schwämme aus fairem Handel stammen. An der Ostküste von Sansibar helfen diese Farmen dabei, den Wildfang in den Küstengewässern zu reduzieren, und bieten auch Frauen stabile Verdienstmöglichkeiten.